# Alistair Darling
Alistair MacLean Darling, barone Darling di Roulanish (Londra, 28 novembre 1953 – Edimburgo, 30 novembre 2023), è stato un politico britannico, membro del Partito Laburista e parlamentare alla Camera dei Comuni per il collegio di Edinburgh South West. Dal 28 giugno 2007 all'11 maggio 2010 è stato il cancelliere dello Scacchiere del Regno Unito nel governo presieduto da Gordon Brown.

## Istruzione e l'inizio in politica
Darling, nato a Londra da famiglia scozzese, fu istruito a Kirkcaldy, all'esclusivo College Loretto, a Musselburgh, nel Lothian dell'est, prima di frequentare l'Università di Aberdeen, dove si è laureato in giurisprudenza. Nel 1982 è stato eletto come consigliere al consiglio regionale di Falkirk ed ha svolto questo incarico finché non è stato eletto al Parlamento del Regno Unito. È stato rettore dell'Università di Napier dal 1985 al 1987.

## Carriera parlamentare

### L'opposizione
Darling è stato eletto per la prima volta alla Camera dei Comuni alle elezioni generali del 1987, nel collegio di Edinburgh Central (che divenne poi Edinburgh South West nel 2005), sconfiggendo il rappresentante uscente conservatore Alexander Fletcher per 2.262 voti. Da deputato di opposizione promosse la legge sugli avvocati in Scozia nel 1988 e divenne presto un portavoce dell'Opposizione del Ministero degli Interni di Neil Kinnock. Dopo le elezioni generali del 1992, divenne portavoce per gli affari del Tesoro, finché non venne promosso nel governo ombra di Tony Blair nel 1996.

### I primi incarichi di governo
Dopo le elezioni generali del 1997 entrò nel governo del Regno Unito come Chief Secretary to the Treasury (Capo Segretario del Tesoro), la terza posizione più rilevante (dopo il Primo Ministro e il Cancelliere dello Scacchiere) all'interno del dipartimento del Tesoro britannico (HM Treasury). A seguito di questa nomina, è divenuto membro del Consiglio privato di sua maestà.
Nel 1998 fu nominato Segretario di Stato per la Sicurezza Sociale, sostituendo Harriet Harman che aveva perso tale incarico a seguito di un rimpasto di governo. Dopo le elezioni generali del 2001, il dipartimento per la Sicurezza Sociale fu abolito e sostituito con il nuovo Dipartimento per il Lavoro e le Pensioni, diretto da Darling fino al 2002, quando fu trasferito al Dipartimento dei Trasporti. Nel 2003 ha assunto anche l'incarico di Segretario di Stato per la Scozia.
Dopo la sconfitta del Partito Laburista alle elezioni amministrative del 2006, il Primo Ministro Tony Blair avviò un grande rimpasto della compagine di governo, per rilanciarne l'immagine. Darling fu così nominato all'importante incarico di Segretario di Stato per il Commercio e l'Industria.

### Cancelliere dello Scacchiere
Quando nel giugno del 2007 Gordon Brown fu nominato nuovo Primo Ministro, scelse Darling quale suo sostituto nell'incarico di Cancelliere dello Scacchiere, preferendolo al suo consigliere Ed Balls, che non aveva ancora maturato significative esperienze di governo. Darling e il nuovo Primo Ministro avevano stretto negli anni precedenti a questa nomina uno stretto rapporto politico, motivo per cui il nuovo Cancelliere era comunemente considerato un uomo vicino a Gordon Brown (brownite); tuttavia durante la loro collaborazione tra il 2007 e il 2010 non fu facile e non mancarono scontri e frizioni.

#### La crisi della Northern Rock
Il primo importante test per il nuovo Cancelliere fu la crisi, nel settembre del 2007, di una delle maggiori banche britanniche: la Northern Rock. La crisi dei mutui subprime aveva generato un consistente problema di liquidità alle principali banche britanniche: la prima ad incontrare serie difficoltà fu la Northern Rock, che divenne impossibilitata a reperire sul mercato i fondi necessari alla propria sopravvivenza. La situazione generò grande panico sui mercati e tra i risparmiatori; il 14 settembre Darling autorizzò quindi la Banca di Inghilterra a concedere un prestito per "aiutare Northern Rock a finanziare le sue operazioni nell'attuale periodo di turbolenze".
Tale annuncio non fu sufficiente però a placere l'ansie dei risparmiatori, che ormai iniziarono a presentarsi agli sportelli bancari per ritirare i loro depositi; fu così che il 17 settembre Darling dovette annunciare che il governo britannico avrebbe garantito la totalità dei risparmi della clientela di Northern Rock. Grazie a quest'iniziativa, il governo britannico riuscì a ristabilire la calma e a guadagnare tempo per trovare nuovi investitori privati per la Northern Rock.
Tuttavia nessuna delle offerte pervenute per l'acquisto della banca fu reputata soddisfacente dal governo; fu così che Brown e Darling concordarono la totale nazionalizzazione della Northern Rock, un provvedimento molto criticato dall'opposizione conservatrice ma portato a termine nel febbraio del 2008.

#### La crisi economica e finanziaria
L'esplosione della crisi economica nel 2008 travolse anche l'economia e il sistema bancario britannico. Il governo di Brown fu così impegnato nel duplice tentativo di dare una risposta credibile alla crisi sul piano interno e di costruire un ampio consenso internazionale attorno a un piano di salvataggio globale. Darling lavorò assieme alla Banca d'Inghilterra a un piano di salvataggio delle banche britanniche per un totale di 500 miliardi di sterline; le misure del piano puntavano a garantire liquidità a breve e medio termine per gli istituti in difficoltà e, in caso di necessità, autorizzavano l'ingresso nel capitale sociale delle banche dello Stato fino a 50 miliardi di sterline in totale.
Per affrontare la più pesante recessione che il Regno Unito avesse mai affrontato dopo gli anni '80, Darling fu costretto a varare per il 2009 un grande piano di stimolo fiscale, dall'importo complessivo di 20 miliardi di sterline. Nonostante l'impegno ingente di risorse pubbliche per sostenere la ripresa, il Regno Unito riuscì a uscire dalla recessione solo nell'ultimo trimestre del 2009, dopo quasi diciotto mesi di contrazione del PIL.
La politica di spesa pubblica sostenuta da Darling tra il 2007 e il 2010 ha portato il Regno Unito a conseguire un livello di deficit pubblico e di indebitamento assai più elevato degli standard precedenti. La volontà di agevolare la ripresa con l'utilizzo della spesa pubblica è stata oggetto di discussione da parte di numerosi economisti: da un lato importanti esponenti del mondo accademico britannico come Howard Davies, rettore della London School of Economics, evidenziarono la pericolosità del ricorso al deficit e al debito per l'equilibrio della nazione; dall'altro invece economisti come Joseph Stiglitz e Robert Solow sottolinearono come la politica di Darling fosse stata "sensata e ragionevole", sostenendo che "un governo responsabile dovrebbe evitare gesti avventati e shock pericolosi".

### Dopo le elezioni del 2010
A seguito della sconfitta elettorale dei laburisti nelle elezioni generali del 2010, Darling ha annunciato che si sarebbe ritirato dalla "prima linea" della politica britannica e che non avrebbe avanzato la sua candidatura per il nuovo Governo ombra. Alle elezioni per il nuovo leader laburista dopo le dimissioni di Brown, Darling ha sostenuto l'ex Ministro degli Esteri David Miliband, che è stato sconfitto dal fratello Ed Miliband.
Dopo essere stato alla guida della campagna unionista Better Together per il No al Referendum sull'indipendenza della Scozia del 2014 che ha visto la vittoria del fronte del No, ha lasciato il suo incarico parlamentare il 30 marzo 2015, dopo quasi 28 anni nei quali ha rappresentato ininterrottamente il collegio elettorale di Edinburgh South West.